# 올라프 구드뢰다르손

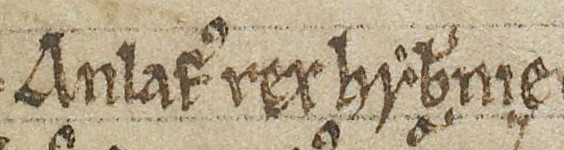

올라프 구드뢰다르손(고대 노르드어: Óláfr Guðrøðarsson→구드뢰드의 아들 올라프, 고대 아일랜드어: Amlaíb mac Gofraid 아믈리브 막 고프라드, 고대 영어: Ánláf 안라프, ? ~ 941년)은 노르드게일인 왕가인 이바르 가의 일원으로서 934년에서 941년 사이에 더블린 왕국 국왕을 지냈다. 올라프의 아버지 구드뢰드 우어 이바르는 927년 잠깐 요르비크의 왕을 지냈으나 앵글로색슨의 애설스탠 왕에 의해 축출당한 바 있다.
937년 올라프는 리머릭의 노르드인 경쟁자들을 분쇄했고, 뒤통수가 정리되니 요르비크 탈환에 집중할 수 있게 되었다. 올라프는 알바 국왕 카우산틴 막 아다의 딸과 결혼했고, 이스트라드클루드의 왕 오간 1세와도 동맹을 맺었다. 937년 가을, 올라프와 동맹자들은 브루넌버흐 전투에서 애설스탠과 맞서 싸웠으나 참패했다.
939년 애설스탠이 죽자 올라프는 다시 요르비크를 침공했고, 애설스탠의 후계자 에드먼드에게 노섬브리아와 머시아 일부를 할양하는 조약을 강제하여 땅을 뜯어냈다. 특이하게도 올라프가 지배할 시절 요르비크에서 조폐된 은화들은 라틴어나 앵글로색슨어가 아닌 노르드어가 명각되어 있다. 새 문양은 아마 오딘과 관계된 새 큰까마귀를 상징하는 것일 터이다. 그러나 올라프는 요르비크를 되찾은 기쁨을 채 누리기도 전에 불과 2년만인 941년 사망했다. 요르비크 왕위는 올라프 크바란이 계승했다. 최근에는 위와 같은 올라프의 활약상에 관한 통설에 대하여 비판이 제기되고 있다. Kevin Halloran은 올라프 구드뢰다르손이 요크 지방을 실효지배한 적이 없으며, 요크를 지배한 올라프는 그 다음 왕인 올라프 크바란 뿐이어야지 화폐기록상에 나타나는 변칙성을 설명할 수 있다고 주장한다.
스코틀랜드 이스트로디언 올드헤임에서 발견된 유골이 올라프 구드뢰다르손의 것이라는 설도 있다.
시트리크 캄과 동일인으로 보이는 캄만 막 아믈랍은 올라프의 아들들 중 하나로 확인되었다.